# Timothy Schmalz
Timothy Paul Schmalz (* 1969, Elmira, Ontario, Kanada) je kanadský sochař. Jeho sochy v životní velikosti byly instalovány ve velkých městech před některými z historicky nejvýznamnějších křesťanských míst na světě, včetně Vatikánu, portugalské Fatimy nebo izraelského Kafarnaum.
Jeho sochy se dotýkají sociální problémů, např. migrace nebo bezdomovectví.
Schmalzovými nejznámějšími díly jsou Angels Unawares nebo socha muže ležícího na lavičce nazvaná Bezdomovec Ježíš.

## Dílo (výběr)

### Bezdomovec Ježíš

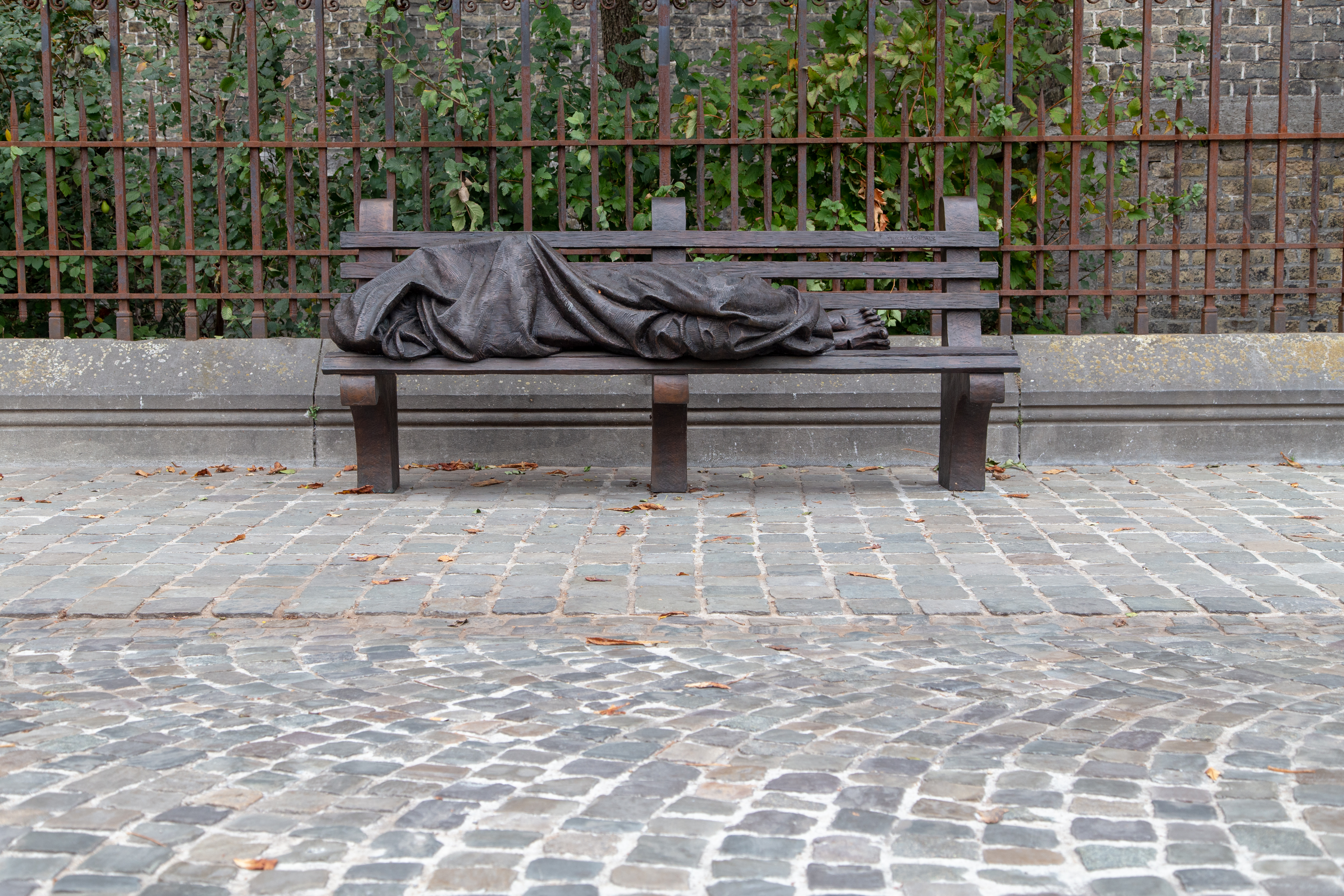
Bezdomovec Ježíš, Bruggy, Belgie

Bronzová socha bezdomovce zabaleného v pokrývce s názvem Bezdomovec Ježíš (Homeless Jesus) byla instalována na mnoha místech světa, včetně baziliky sv. Petra.
Socha zobrazuje bezdomovce, schouleného na lavičce. Jeho obličej i celé tělo jsou zakryté pokrývkou. Jedinou viditelnou částí jeho těla jsou bosá chodidla. Ta jediná – s ranami po hřebech – prozrazují jeho identitu.
Socha byla instalována na více než 50 nábožensky významných místech po celém světě, např. ve Vatikánu, v izraelském Kafarnaum, jihoafrickém Johannesburgu nebo Singapuru.

### Angels Unawares
Bronzová socha Angels Unawares je první sochou, která byla v roce 2019, poprvé po staletích, instalována na Svatopetrském náměstí v Římě. Jako inspiraci pro dílo použil Schmalz biblický verš z Listu Židům 13,2: „Nezapomínejte na pohostinnost – díky ní někteří nevědomky hostili anděly.“ (Do not neglect to show hospitality to strangers, for thereby some have entertained angels unawares.) Dílo znázorňuje skupinu uprchlíků, kteří na lodi směřují k novým obzorům. Pocházejí z různých dob a kultur; jsou zde např. Židé prchající z nacistického Německa, Syřan opouštějící syrskou občanskou válku nebo Polák unikající z komunistického režimu. Ve skupině se nachází i anděl, jehož přítomnost je zřejmá jen z křídel, vystupujících nad stojící postavy.

### SérieMatouš 25
Série Matouš 25 je sbírka pěti soch, které upomínají na pasáž z Evangelia podle Matouše 25,31 – 25,46. Ježíš v ní říká svým následovníkům, aby ho viděli v každém člověku, kterého potkají, a hlavně v těch, kteří trpí. Sochy nesou názvy: Když jsem byl nahý, Když jsem byl cizincem, Když jsem měl hladověl a žíznil, Když jsem byl nemocný a Když jsem byl ve vězení. Kompletní série byla instalována v Římě a americkém Clevelandu.

### Osvoboďte utlačované

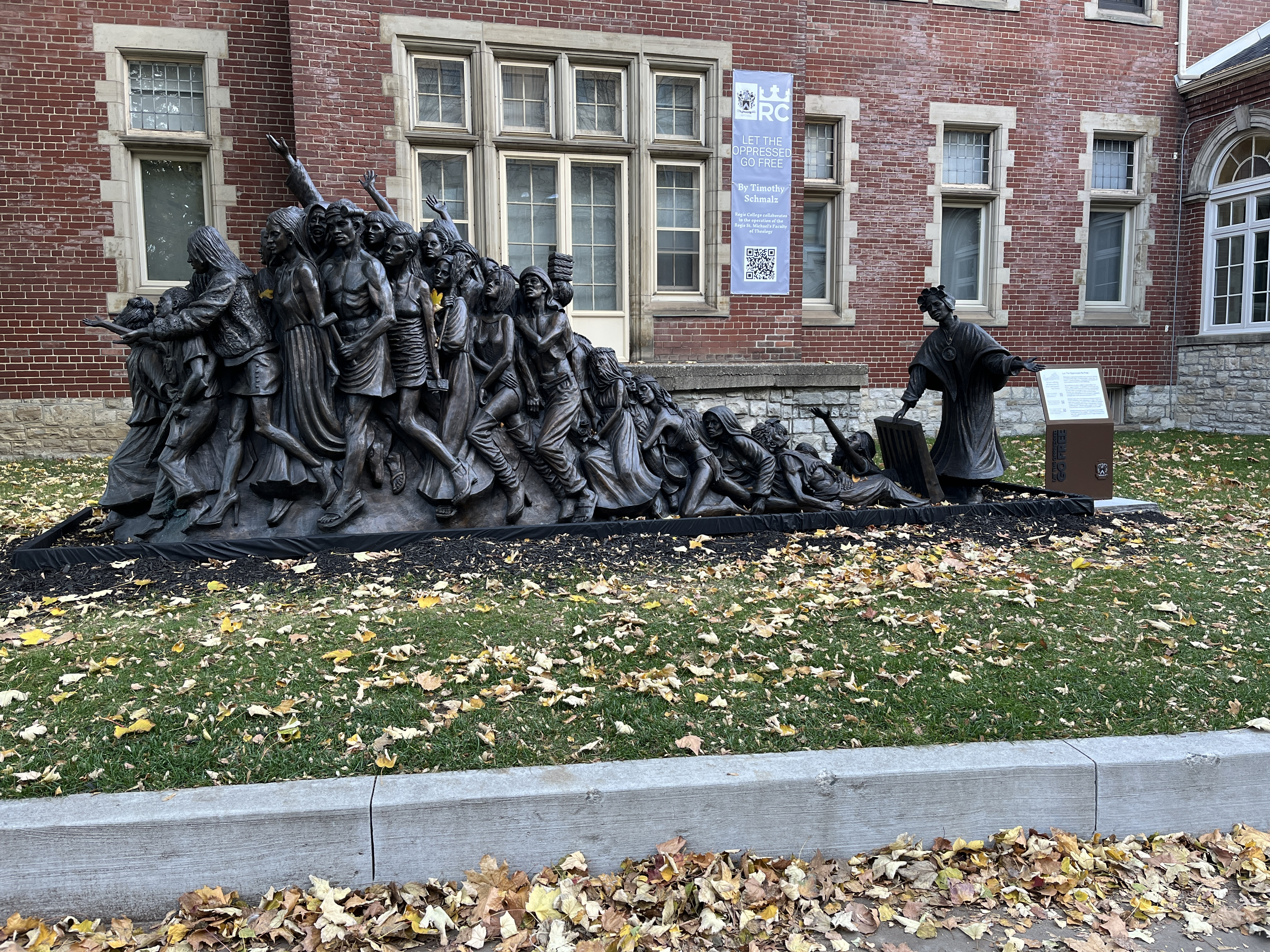
Plastika Osvoboďte utlačované, Toronto, Kanada

Tato plastika, s anglickým názvem Let the Opressed Go Free, odkazuje na téma obchodování s lidmi. Dílo ukazuje téměř sto obětí obchodu s lidmi, kterým dává svobodu bývalá otrokyně, svatá Josefína Bakhita. Masivní bronzová socha je instalována v kapli sv. Bahkity v italském městě Schio, kde v roce 1947 zemřela, a v kanadském Torontu.

### Světská díla
Schmalz také vytvořil mnoho světských děl. Dne 23. října 2015 byla odhalena 4metrová socha upomínající na písničkáře Gordona Lightfoota v kanadském městě Orillia.
Schmalz je také autorem Památníku kanadských veteránů. Památník je připomínkou všech vojáků, kteří kdy za Kanadu bojovali.